# 855
855 (DCCCLV) var ett normalår som började en tisdag i den julianska kalendern.

## Händelser

### September
- 29 september – Sedan Leo IV har avlidit den 17 juli väljs Benedictus III till påve.[1]

### Okänt datum
- Vid denna tid tillåter den nye danske kungen Horik den unge de kristnas verksamhet i Slesvig (Hedeby). Ansgar blir välkomnad av kungen och kungen godkänner att en klocka ska få uppsättas i stadens träkyrka.
- Prästen Erimbert ersätts i Birka av missionären Ansfrid, som är av dansk härkomst.

## Avlidna
- 17 juli – Leo IV, påve sedan 847
- 29 september – Lothar I, romersk kejsare sedan 840 och kung av Mellanfrankiska riket (Lotharingia) sedan 843